# Stanisław Lubodziecki
Stanisław Lubodziecki, także Stanisław Libkind-Lubodziecki (ur. 24 stycznia 1879 w Warszawie, zm. 23 czerwca 1975 w Londynie) – pułkownik Wojska Polskiego. Prezydent RP na Uchodźstwie August Zaleski mianował go generałem brygady ze starszeństwem z 19 marca 1963 roku.

## Życiorys
Urodził się w rodzinie Władysława (1843–1891) i Stefanii z Szancerów (ur. 1846). Ukończył gimnazjum w Warszawie i wydział prawa Cesarskiego Uniwersytetu Warszawskiego. Należał do organizacji młodzieży niepodległościowej. Podczas I wojny światowej był oficerem rezerwy rosyjskiego sądownictwa wojskowego. Po odzyskaniu przez Polskę niepodległości został przyjęty do Wojska Polskiego. 26 sierpnia 1919 roku jako kandydat nauk prawnych został wysłany przez Polski Komitet Narodowy na Syberię Wschodnią i do Japonii w charakterze pełnomocnika do opieki nad Polakami w Jokohamie i okręgu. 3 maja 1922 roku został zweryfikowany w stopniu pułkownika ze starszeństwem z dniem 1 czerwca 1919 roku w korpusie oficerów sądowych. Od 1922 roku pełnił służbę na stanowisku szefa Wydziału Ustawodawczego Departamentu Sprawiedliwości Ministerstwa Spraw Wojskowych w Warszawie. Z dniem 15 sierpnia 1923 roku został przeniesiony do Najwyższego Sądu Wojskowego na stanowisko podprokuratora. 4 stycznia 1927 roku Prezydent RP Ignacy Mościcki mianował go sędzią Najwyższego Sądu Wojskowego w Warszawie. Z dniem 31 lipca 1931 roku został przeniesiony w stan spoczynku. 1 listopada 1931 został mianowany notariuszem w Kowlu w okręgu Sądu Okręgowego w Łucku. Był członkiem Związku Sybiraków, do 1939 roku działał w komitecie redakcyjnym organu prasowego tej organizacji, czasopisma „Sybirak”.
Po wybuchu II wojny światowej, 17 września 1939 roku dostał się do niewoli sowieckiej pomiędzy Zbarażem i wsią Czernichowce. Był przetrzymywany w obozie putywlskim a następnie przetransportowany do Kozielska. Jego wspomnienia z tego czasu zostały opublikowane w książce pt. Katyń. Relacje, wspomnienia, publicystyka, którą wydał Andrzej Leszek Szcześniak.
Po wojnie przebywał na emigracji w Wielkiej Brytanii. 14 lutego 1955 roku został mianowany członkiem Głównej Komisji Skarbu Narodowego. W okresie od 15 kwietnia 1957 roku sprawował urząd ministra sprawiedliwości w kolejnych Rządach RP na Uchodźstwie. Został powołany do składu emigracyjnej Kapituły Orderu Odrodzenia Polski. Prezydent RP na uchodźstwie August Zaleski mianował go generałem brygady ze starszeństwem z 19 marca 1963 roku. 23 lutego 1965 roku został powołany na urząd ministra skarbu w trzecim rządzie Antoniego Pająka. 11 kwietnia 1970 roku Prezydent RP August Zaleski zwolnił go z urzędu ministra sprawiedliwości.
Pochowany na Hampstead Cemetery w Londynie (Section Wd, gr. 76).

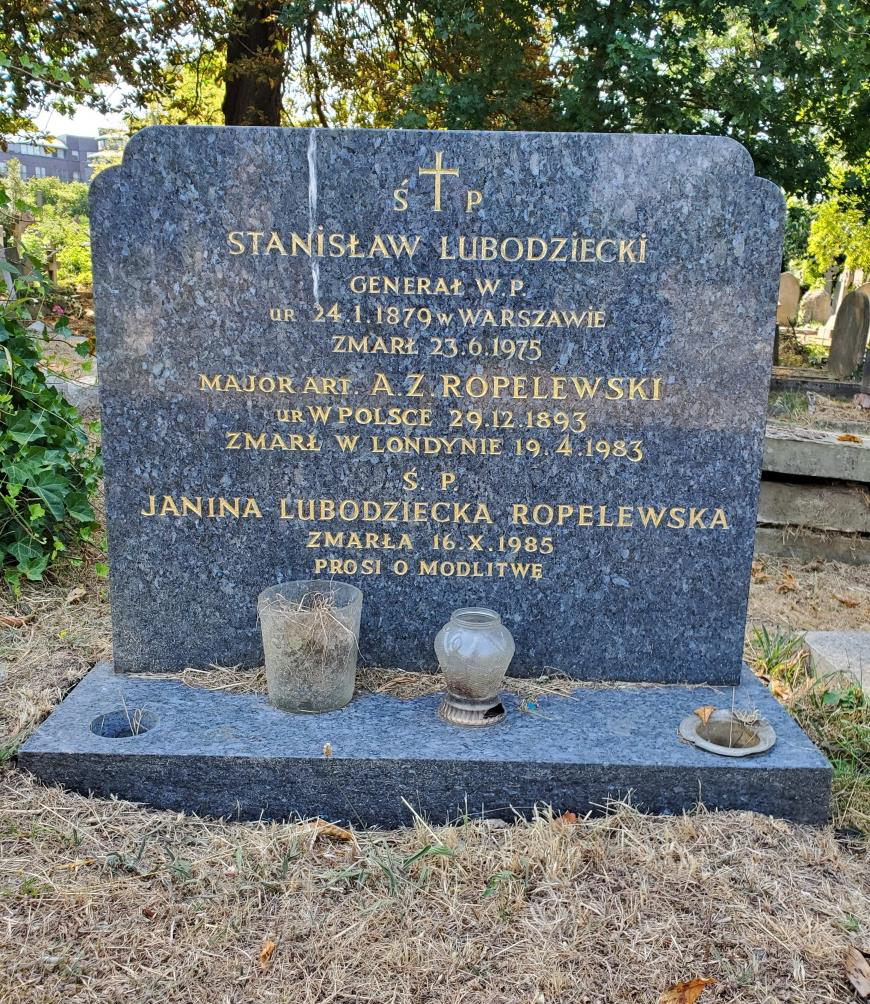
Grób Stanisława Lubodzieckiego

## Życie prywatne
Od 18 listopada 1902 roku był mężem Marii Leykam (1885–1969).

## Publikacje
- Rok 1917 na Dalekim Wschodzie [w:] „Sybirak” Nr 1 / 1934).
- Polacy na Syberji w latach 1917–1920. Wspomnienia (I) [w:] „Sybirak” Nr 2 / 1934).
- Polacy na Syberji w latach 1917–1920 (II) [w:] „Sybirak” Nr 3-4 / 1934).
- Polacy na Syberji w latach 1917–1920 (III) [w:] „Sybirak” Nr 5 / 1935).
- Polacy na Syberji w latach 1917–1920 (IV) [w:] „Sybirak” Nr 6 / 1935).
- Polacy na Syberji w latach 1917–1920 (V) [w:] „Sybirak” Nr 7 / 1935).
- Polacy na Syberji w latach 1917–1920 (VI) [w:] „Sybirak” Nr 8 / 1935).
- Polacy na Syberji w latach 1917–1920 [w:] „Sybirak” Nr 10 / 1936).
- Polacy na Syberji w latach 1917–1920 [w:] „Sybirak” Nr 13 / 1937).
- Placówka Polskiego Komitetu Narodowego na Syberię i Rosję w Jokohamie (wspomnienia) [w:] „Sybirak” Nr 2 (18) / 1939).
- Placówka Polskiego Komitetu Narodowego na Syberię i Rosję w Jokohamie (wspomnienia) [w:] „Sybirak” Nr 3 (19) / 1939).

## Ordery i odznaczenia
- Wielka Wstęga Orderu Odrodzenia Polski (3 maja 1966)[19]
- Krzyż Komandorski Orderu Odrodzenia Polski (1938)[20][21]
- Krzyż Niepodległości (9 listopada 1931)[22]
- Złoty Krzyż Zasługi (29 kwietnia 1925)[23]
- Medal Pamiątkowy za Wojnę 1918–1921[4]
- Medal Dziesięciolecia Odzyskanej Niepodległości[4]
- Złota Odznaka Honorowa Ligi Obrony Powietrznej i Przeciwgazowej I stopnia[24]
- Medal Zwycięstwa („Médaille Interalliée”)[4]
- Medal Japońskiego Czerwonego Krzyża IV klasy (Japonia, zezwolenie Naczelnika Państwa 1921)[25]